# В бедности (телесериал)
«В бедности» (англ. Broke) — американский ситком премьера которого состоялась 2 апреля 2020 года на американском телеканале CBS.
6 мая 2020 года канал CBS закрыл телесериал после одного сезона.

## Сюжет
Муж и жена лишились поддержки богатого отца и вынуждены переехать к сестре жены Джеки - эксцентричной матери-одиночке.

## В ролях

### Основной состав
- Хайме Камил - Хавьер[3]
- Поли Перретт - Джеки[3]
- Наташа Леджеро - Элизабет[3]
- Иззи Диаз - Луиз[3]
- Антонио Рауль Корбо - Сэмми[3]

## Обзор сезонов
| Сезон | Сезон | Эпизоды | Дата показа   | Дата показа  | Рейтинг Нильсона | Рейтинг Нильсона       |
| Сезон | Сезон | Эпизоды | Премьера      | Финал        | Ранк             | Зрители США (миллионы) |
| ----- | ----- | ------- | ------------- | ------------ | ---------------- | ---------------------- |
|       | 1     | 13      | 2 апреля 2020 | 25 июня 2020 | 51               | 6,91                   |

## Список эпизодов

### Сезон 1 (2020)
| № общий | № в сезоне | Название                                  | Режиссёр        | Автор сценария                       | Дата премьеры  | Произв. код | Зрители в США (млн) |
| ------- | ---------- | ----------------------------------------- | --------------- | ------------------------------------ | -------------- | ----------- | ------------------- |
| 1       | 1          | «Пилот» «Pilot»                           | Виктор Гонсалес | Алекс Хершлаг                        | 2 апреля 2020  | 101         | 7.07                |
| 2       | 2          | «Работа» «Jobs»                           | Виктор Гонсалес | Алекс Хершлаг & Дженни Снайдер Урмен | 9 апреля 2020  | 102         | 5.27                |
| 3       | 3          | «Танцы» «The Dance»                       | Виктор Гонсалес | Мэттью Зинмен & Крэйг Герард         | 16 апреля 2020 | 103         | 5.59                |
| 4       | 4          | «Мамин секрет» «Mom's Secret»             | Виктор Гонсалес | Аль Мадригал                         | 23 апреля 2020 | 104         | 4.78                |
| 5       | 5          | «Свидания» «Dates»                        | Виктор Гонсалес | Рэйчел Суит                          | 30 апреля 2020 | 105         | 5.07                |
| 6       | 6          | «Теряю свою религию» «Losing My Religion» | Виктор Гонсалес | Грэйс Парра                          | 7 мая 2020     | 106         | 4.80                |
| 7       | 7          | «Проблемы с папой» «Daddy Issues»         | Виктор Гонсалес | Синтия Капонера                      | 14 мая 2020    | 107         | 4.65                |